# Phaio unimacula
Phaio unimacula är en fjärilsart som beskrevs av Rothschild 1911. Phaio unimacula ingår i släktet Phaio och familjen björnspinnare. Inga underarter finns listade i Catalogue of Life.